# جسر بالارود (حسينية انديمشك)
جسر بالارود (بالفارسية: پل بالارود) هي Iranian National Heritage تقع في إيران في قسم حسینیة الريفي. يقدر عدد سكانها بـ 331 نسمة .